# シャイアン・キンボール
シャイアン・キンボール（英語: Cheyenne Kimball、1990年7月27日 - ）は、アメリカ合衆国のシンガーソングライター、音楽家。

## ディスコグラフィー

### アルバム
- 『The Day Has Come』（2006年）

### シングル
- 「Hanging One」（2006年）
- 「One Original Thing」（2006年）
- 「Four Walls」（2007年）